# 2023–2024-es olasz labdarúgó-bajnokság (első osztály)
A 2023–24-es Serie A (Hivatalos nevén: Serie A TIM) volt az élvonalbeli olasz futball 122. szezonja, a 92. amit körmérkőzéses rendszerrel, és a 14. a saját ligabizottság, a Lega Serie A alatt játszottak. A címvédő a Napoli volt, amely az előző szezonban a harmadik bajnoki címét szerezte meg.
2024. április 22-én az Inter Milan megszerezte a 20. bajnoki címét öt mérkőzéssel a bajnokság vége előtt, miután 2–1-re győzött a városi rivális AC Milan ellen. Az Inter ezzel kiérdemelte a jogot, hogy logóját egy második aranycsillaggal egészítse ki. 

## Csapatok
A Spezia, a Cremonese és a Sampdoria három, egy, illetve tizenegy év után kiesett az élvonalból. Helyükre a Frosinone, a Genoa és a Cagliari került. Frosinone négy év kihagyás után tért vissza az élvonalba, míg a Genoa és a Cagliari egy-egy év kihagyás után.
| Feljutás innen 2022–23, Serie B | Kiesett innen Serie A 2022–23 |
| ------------------------------- | ----------------------------- |
| Frosinone                       | Spezia                        |
| Genova                          | Cremonese                     |
| Cagliari                        | Sampdoria                     |

### Stadionok
| Csapat        | Település | Stadion                             | Férőhely |
| ------------- | --------- | ----------------------------------- | -------- |
| Atalanta      | Bergamo   | Gewiss Stadium                      | 15 222   |
| Bologna       | Bologna   | Stadio Renato Dall'Ara              | 36 532   |
| Cagliari      | Cagliari  | Unipol Domus                        | 16 412   |
| Empoli        | Empoli    | Stadio Carlo Castellani             | 16 167   |
| Fiorentina    | Firenze   | Stadio Artemio Franchi              | 43 118   |
| Frosinone     | Frosinone | Stadio Benito Stirpe                | 16 227   |
| Genoa         | Genova    | Stadio Luigi Ferraris               | 33 205   |
| Hellas Verona | Verona    | Stadio Marcantonio Bentegodi        | 31 713   |
| Inter Milan   | Milánó    | Giuseppe Meazza                     | 75 710   |
| Juventus      | Torino    | Juventus Stadium                    | 41 507   |
| Lazio         | Róma      | Stadio Olimpico                     | 67 585   |
| Lecce         | Lecce     | Stadio Via del mare                 | 30 354   |
| AC Milan      | Milánó    | San Siro                            | 75 710   |
| Monza         | Monza     | Stadio Brianteo                     | 15 039   |
| Napoli        | Nápoly    | Stadio Diego Armando Maradona       | 54 732   |
| Roma          | Róma      | Stadio Olimpico                     | 67 585   |
| Salernitana   | Salerno   | Stadio Arechi                       | 29 739   |
| Sassuolo      | Sassuolo  | Mapei Stadium – Città del Tricolore | 21 515   |
| Torino        | Torino    | Stadio Olimpico Grande Torino       | 28 177   |
| Udinese       | Udine     | Stadio Friuli                       | 25 132   |

### A csapatok száma régiónként
| Csapatok száma | Régió                 | Csapat(ok)                                          |
| -------------- | --------------------- | --------------------------------------------------- |
| 4              | Lombardia             | Az Atalanta, az Inter Milan, az AC Milan és a Monza |
| 3              | Lazio                 | Frosinone, Lazio és Roma                            |
| 2              | Campania              | Napoli és Salernitana                               |
| 2              | Emilia-Romagna        | Bologna és Sassuolo                                 |
| 2              | Piemont               | Juventus és Torino                                  |
| 2              | Toszkána              | Empoli és Fiorentina                                |
| 1              | Puglia                | Lecce                                               |
| 1              | Friuli-Venezia Giulia | Udinese                                             |
| 1              | Liguria               | Genova                                              |
| 1              | Szardínia             | Cagliari                                            |
| 1              | Veneto                | Hellas Verona                                       |

### Személyzet és mezek
| Csapat        | Elnök                   | Vezetőedző                | Csapatkapitány      | Szerelés  | Főszponzor                                          |
| ------------- | ----------------------- | ------------------------- | ------------------- | --------- | --------------------------------------------------- |
| Atalanta      | Antonio Percassi        | Gian Piero Gasperini      | Rafael Tolói        | Joma      | Paramount+ (kupa és UEFA meccsek)                   |
| Bologna       | Joey Saputo             | Thiago Motta              | Lewis Ferguson      | Macron    | Saputo Inc.                                         |
| Cagliari      | Tommaso Giulini         | Claudio Ranieri           | Leonardo Pavoletti  | EYE Sport | Sardegna                                            |
| Empoli        | Fabrizio Corsi          | Davide Nicola             | Sebastiano Luperto  | Kappa     | Computer Gross                                      |
| Fiorentina    | Rocco Commisso          | Vincenzo Italiano         | Cristiano Biraghi   | Kappa     | Mediacom                                            |
| Frosinone     | Maurizio Stirpe         | Eusebio Di Francesco      | Luca Mazzitelli     | Zeus      | MeglioBanca                                         |
| Genoa         | Alberto Zangrillo       | Alberto Gilardino         | Milan Badelj        | Kappa     | Pulsee Luce e Gas                                   |
| Hellas Verona | Maurizio Setti          | Marco Baroni              | Darko Lazović       | Joma      | Sinergy Luce e Gas                                  |
| Inter Milan   | Steven Zhang            | Simone Inzaghi            | Lautaro Martínez    | Nike      | Paramount+                                          |
| Juventus      | Gianluca Ferrero        | Paolo Montero (caretaker) | Danilo              | Adidas    | Jeep                                                |
| Lazio         | Claudio Lotito          | Igor Tudor                | Ciro Immobile       | Mizuno    | Clinica Paideia                                     |
| Lecce         | Saverio Sticchi Damiani | Luca Gotti                | Alexis Blin         | M908      | DEGHI                                               |
| AC Milan      | Paolo Scaroni           | Stefano Pioli             | Davide Calabria     | Puma      | Emirates                                            |
| Monza         | Paolo Berlusconi        | Raffaele Palladino        | Matteo Pessina      | Lotto     | Motorola                                            |
| Napoli        | Aurelio De Laurentiis   | Francesco Calzona         | Giovanni Di Lorenzo | EA7       | MSC Cruises                                         |
| Roma          | Dan Friedkin            | Daniele De Rossi          | Lorenzo Pellegrini  | Adidas    | Riyadh Season                                       |
| Salernitana   | Danilo Iervolino        | Stefano Colantuono        | Federico Fazio      | Zeus      | Civitus Assicurazioni/Dianflex/Forbes Italia (kupa) |
| Sassuolo      | Carlo Rossi             | Davide Ballardini         | Gian Marco Ferrari  | Puma      | Mapei                                               |
| Torino        | Urbano Cairo            | Ivan Jurić                | Ricardo Rodriguez   | Joma      | Suzuki                                              |
| Udinese       | Franco Soldati          | Fabio Cannavaro           | Roberto Pereyra     | Macron    | Io sono Friuli Venezia Giulia                       |

### Vezetőedzői változások
| Csapat        | Távozó vezetőedző     | Távozás oka               | Távozás dátuma       | Helyezés a tabellán | Érkező vezetőedző                  | Kinevezés dátuma     |
| ------------- | --------------------- | ------------------------- | -------------------- | ------------------- | ---------------------------------- | -------------------- |
| Napoli        | Luciano Spalletti     | Felmondás                 | 2023. július 1.      | Szezon előtt        | Rudi Garcia                        | 2023. július 1.      |
| Frosinone     | Fabio Grosso          | Szerződés vége            | 2023. július 1.      | Szezon előtt        | Eusebio Di Francesco               | 2023. július 1.      |
| Lecce         | Marco Baroni          | Szerződés vége            | 2023. július 1.      | Szezon előtt        | Roberto D'Aversa                   | 2023. július 1.      |
| Hellas Verona | Marco Zaffaroni       | Szerződés vége            | 2023. július 1.      | Szezon előtt        | Marco Baroni                       | 2023. július 1.      |
| Empoli        | Paolo Zanetti         | Elbocsátva                | 2023. szeptember 19. | 20.                 | Aurelio Andreazzoli                | 2023. szeptember 19. |
| Salernitana   | Paulo Sousa           | Elbocsátva                | 2023. október 10.    | 19.                 | Filippo Inzaghi                    | 2023. október 10.    |
| Udinese       | Andrea Sottil         | Elbocsátva                | 2023. október 24.    | 18.                 | Gabriele Cioffi                    | 2023. október 25.    |
| Napoli        | Rudi Garcia           | Elbocsátva                | 2023. november 14.   | 4.                  | Walter Mazzarri                    | 2023. november 14.   |
| Empoli        | Aurelio Andreazzoli   | Elbocsátva                | 2024. január 15.     | 19.                 | Davide Nicola                      | 2024. január 15.     |
| Roma          | José Mourinho         | Elbocsátva                | 2024. január 16.     | 9.                  | Daniele De Rossi                   | 2024. január 16.     |
| Salernitana   | Filippo Inzaghi       | Elbocsátva                | 2024. február 11.    | 20.                 | Fabio Liverani                     | 2024. február 11.    |
| Napoli        | Walter Mazzarri       | Elbocsátva                | 2024. február 19.    | 9.                  | Francesco Calzona                  | 2024. február 19.    |
| Sassuolo      | Alessio Dionisi       | Elbocsátva                | 2024. február 25.    | 18.                 | Emiliano Bigica (ideiglenes)       | 2024. február 25.    |
| Sassuolo      | Emiliano Bigica       | Ideiglenes szerződés vége | 2024. március 1.     | 18.                 | Davide Ballardini                  | 2024. március 1.     |
| Lecce         | Roberto D'Aversa      | Elbocsátva                | 2024. március 11.    | 15.                 | Luca Gotti                         | 2024. március 12.    |
| Lazio         | Maurizio Sarri        | Felmondás                 | 2024. március 12.    | 9.                  | Giovanni Martusciello (ideiglenes) | 2024. március 13.    |
| Lazio         | Giovanni Martusciello | Ideiglenes szerződés vége | 2024. március 18.    | 9.                  | Igor Tudor                         | 2024. március 18.    |
| Salernitana   | Fabio Liverani        | Elbocsátva                | 2024. március 19.    | 20.                 | Stefano Colantuono                 | 2024. március 19.    |
| Udinese       | Gabriele Cioffi       | Elbocsátva                | 2024. április 22.    | 17.                 | Fabio Cannavaro                    | 2024. április 22.    |
| Juventus      | Massimiliano Allegri  | Elbocsátva                | 2024. május 17.      | 4.                  | Paolo Montero (ideiglenes)         | 2024. május 18.      |

## Tabella
| Hely. | Csapat             | M  | Gy | D  | V  | G+ | G– | Gk  | P  | Továbbjutás vagy kiesés     |
| ----- | ------------------ | -- | -- | -- | -- | -- | -- | --- | -- | --------------------------- |
| 1.    | Internazionale (B) | 38 | 29 | 7  | 2  | 89 | 22 | +67 | 94 | Bajnokok Ligája, csoportkör |
| 2.    | Milan              | 38 | 22 | 9  | 7  | 76 | 49 | +27 | 75 | Bajnokok Ligája, csoportkör |
| 3.    | Juventus           | 38 | 19 | 14 | 5  | 54 | 31 | +23 | 71 | Bajnokok Ligája, csoportkör |
| 4.    | Atalanta           | 38 | 21 | 6  | 11 | 72 | 42 | +30 | 69 | Bajnokok Ligája, csoportkör |
| 5.    | Bologna            | 38 | 18 | 14 | 6  | 54 | 32 | +22 | 68 | Bajnokok Ligája, csoportkör |
| 6.    | Roma               | 38 | 18 | 9  | 11 | 65 | 46 | +19 | 63 | Európa-liga, csoportkör     |
| 7.    | Lazio              | 38 | 18 | 7  | 13 | 49 | 39 | +10 | 61 | Európa-liga, csoportkör     |
| 8.    | Fiorentina         | 38 | 17 | 9  | 12 | 61 | 46 | +15 | 60 | Konferencia Liga, rájátszás |
| 9.    | Torino             | 38 | 13 | 14 | 11 | 36 | 36 | 0   | 53 |                             |
| 10.   | NapoliCV           | 38 | 13 | 14 | 11 | 55 | 48 | +7  | 53 |                             |
| 11.   | GenoaÚ             | 38 | 12 | 13 | 13 | 45 | 45 | 0   | 49 |                             |
| 12.   | Monza              | 38 | 11 | 12 | 15 | 39 | 51 | −12 | 45 |                             |
| 13.   | Hellas Verona      | 38 | 9  | 11 | 18 | 38 | 51 | −13 | 38 |                             |
| 14.   | Lecce              | 38 | 8  | 14 | 16 | 32 | 54 | −22 | 38 |                             |
| 15.   | Udinese            | 38 | 6  | 19 | 13 | 37 | 53 | −16 | 37 |                             |
| 16.   | CagliariÚ          | 38 | 8  | 12 | 18 | 42 | 68 | −26 | 36 |                             |
| 17.   | Empoli             | 38 | 9  | 9  | 20 | 29 | 54 | −25 | 36 |                             |
| 18.   | FrosinoneÚ (K)     | 38 | 8  | 11 | 19 | 44 | 69 | −25 | 35 | Serie B                     |
| 19.   | Sassuolo (K)       | 38 | 7  | 9  | 22 | 43 | 75 | −32 | 30 | Serie B                     |
| 20.   | Salernitana (K)    | 38 | 2  | 11 | 25 | 32 | 81 | −49 | 17 | Serie B                     |

### Legjobb góllövők
| Helyezés | Játékos            | Csapat              | Gólok |
| -------- | ------------------ | ------------------- | ----- |
| 1        | Lautaro Martínez   | Inter Milan         | 24    |
| 2        | Dušan Vlahović     | Juventus            | 16    |
| 3        | Olivier Giroud     | AC Milan            | 15    |
| 3        | Viktor Osimhen     | Napoli              | 15    |
| 5        | Albert Guðmundsson | Genova              | 14    |
| 6        | Hakan Çalhanoğlu   | Inter Milan         | 13    |
| 6        | Paulo Dybala       | Roma                | 13    |
| 6        | Romelu Lukaku      | Roma                | 13    |
| 6        | Marcus Thuram      | Inter Milan         | 13    |
| 6        | Zapata Duván       | Atalanta / Torino 1 | 13    |

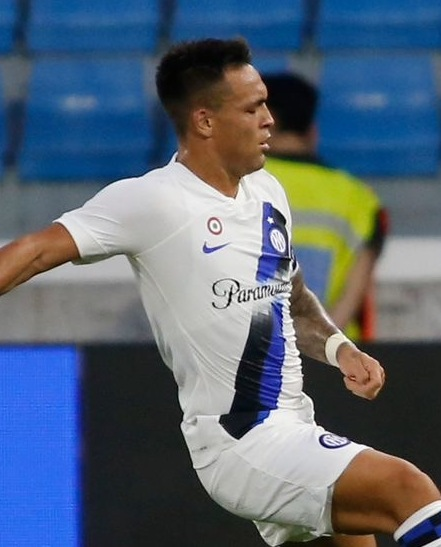
Az Inter játékosa, Lautaro Martínez volt a szezon gólkirálya 24 góljával.

1 Zapata a 2. játéknapig az Atalantában játszott és 1 gólt szerzett.

### Mesterhármasok
| Játékos            | Csapat      | Ellenfél    | Végeredmény | Dátum      |
| ------------------ | ----------- | ----------- | ----------- | ---------- |
| Lautaro Martínez 4 | Inter Milan | Salernitana | 4–0 (A)     | 2023.09.30 |
| Riccardo Orsolini  | Bologna     | Empoli      | 3–0 (H)     | 2023.10.01 |
| Szymon Żurkowski   | Empoli      | Monza       | 3–0 (H)     | 2024.01.21 |
| Paulo Dybala       | Roma        | Torino      | 3–2 (H)     | 2024.02.26 |
| Viktor Osimhen     | Napoli      | Sassuolo    | 6–1 (A)     | 2024.02.28 |

Megjegyzések
4 játékos 4 gólt szerzett 
(H) – Hazai csapat 
(A) – Vendég csapat

### A legtöbb kapott gól nélküli mérkőzés
| Helyezés | Játékos                | Csapat        | Kapott gól nélküli mérkőzések |
| -------- | ---------------------- | ------------- | ----------------------------- |
| 1        | Yann Sommer            | Inter Milan   | 19                            |
| 2        | Vanja Milinković-Savić | Torino        | 18                            |
| 3        | Wojciech Szczęsny      | Juventus      | 15                            |
| 4        | Łukasz Skorupski       | Bologna       | 13                            |
| 5        | Michele Di Gregorio    | Monza         | 12                            |
| 6        | Mike Maignan           | AC Milan      | 11                            |
| 7        | Marco Carnesecchi      | Atalanta      | 9                             |
| 7        | Ivan Provedel          | Lazio         | 9                             |
| 9        | Josep Martínez         | Genova        | 8                             |
| 9        | Lorenzo Montipò        | Hellas Verona | 8                             |
| 9        | Pietro Terracciano     | Fiorentina    | 8                             |

### Bajnokság díjai
| Díj                    | Győztes             | Klub        | For.   |
| ---------------------- | ------------------- | ----------- | ------ |
| Legértékesebb játékos  | Lautaro Martínez    | Inter Milan | [ 29 ] |
| Legjobb fiatal játékos | Joshua Zirkzee      | Bologna     | [ 30 ] |
| Legjobb kapus          | Michele Di Gregorio | Monza       | [ 30 ] |
| Legjobb Védő           | Alessandro Bastoni  | Inter Milan | [ 30 ] |
| Legjobb középpályás    | Hakan Çalhanoğlu    | Inter Milan | [ 30 ] |
| Legjobb csatár         | Dušan Vlahović      | Juventus    | [ 30 ] |
| A szezon edzője        | Simone Inzaghi      | Inter Milan | [ 31 ] |
| A szezon gólja         | Dany Mota           | Monza       | [ 32 ] |
| Fair Play pillanat     | Alessandro Florenzi | AC Milan    | [ 33 ] |

| A szezon csapata   | A szezon csapata   | A szezon csapata |
|                    | Játékos            | Klub             |
| ------------------ | ------------------ | ---------------- |
|                    | Yann Sommer        | Inter Milan      |
|                    | Alessandro Bastoni | Inter Milan      |
| Bremer             | Juventus           |                  |
| Riccardo Calafiori | Bologna            |                  |
| Federico Dimarco   | Inter Milan        |                  |
| Théo Hernandez     | AC Milan           |                  |
|                    | Hakan Çalhanoğlu   | Inter Milan      |
| Lewis Ferguson     | Bologna            |                  |
| Lorenzo Pellegrini | Roma               |                  |
| Christian Pulisic  | AC Milan           |                  |
|                    | Paulo Dybala       | Roma             |
| Olivier Giroud     | AC Milan           |                  |
| Rafael Leão        | AC Milan           |                  |
| Lautaro Martínez   | Inter Milan        |                  |
| Dušan Vlahović     | Juventus           |                  |